# Антихрист. Проклятие към християнството
„Антихристът. Проклятие на християнството“ (на немски: Der Antichrist. Fluch auf das Christenthum.) е книга от германския философ Фридрих Ницше, написана през 1888 г., но публикувана едва през 1895 г.
Заглавието е провокативно – двусмислено, доколкото на немски език думата „антихрист“ може да означава или анти-християнин или библейското понятие („Антихрист“). Книгата видимо е била замислена като начало на тетралогия:

- Кн.1 Антихрист, опит за критика на християнството
- Кн.2 Волният дух, критика на философията
- Кн.3 Иморалист, критика на невежеството
- Кн.4 Дионис, философия на вечното завръщане.